# Пам'ятник Джузеппе Гарібальді (Таганрог)
Пам'ятник Джузеппе Гарібальді — пам'ятник народному герою Італії, полководцю, одному із вождів Рисорджименто Джузеппе Гарібальді встановлений у Таганрозі поруч з яхт-клубом 2 червня 1961 року за рішенням Всесвітньої ради миру на честь сторіччя з дня звільнення Італії. Автори: таганрозький художник Ю. С. Яковенко та архітектор М. В. Баранов. Висота стели 5,15 метра.
Це єдиний пам'ятник на честь Джузеппе Гарібальді на теренах колишнього Радянського Союзу.
Напис на зворотній стороні погруддя говорить:

| У 1833 році Ддузеппе Гарібальді, перебуваючи в Таганрозі, присягнувся присвятити своє життя справі визволення і возз'єднання своєї Батьківщини — Італії. Під керівництвом національного героя Гарібальді країна була звільнена і возз'єднана. |
Зовнішний вигляд пам'ятника змінювався кілька разів. Оскільки спочатку матеріалом пам'ятника служила недовговічна потинькована цегла, на замовлення Таганрозького відділу культури міськвиконкому улітку 1990 року був відлитий бронзовий барельєф Гарібальді, але вже роботи московського скульптора Льва Матюшина. Передбачалося, що на його відкриття буде запрошена делегація уряду Італії. Серпневі події 1991 року і подальші господарські негаразди відклали цю акцію на 2 роки.